# Actinozonella
Actinozonella is een geslacht van slangsterren uit de familie Ophiolepididae.

## Soorten
- Actinozonella texturata (Lyman, 1883)